# Арефорії
Арефорії (грец. Αρρηφόρια) — свято на честь Афіни як покровительки хліборобства, яке справляли в червні—липні, щоб випросити в богині добробуту для міста і родючості для полів. Головну роль у святі відігравали дві 7—11-літні дівчинки, яких вибирали на один рік (арефори). Вони жили на акрополі і прислужували в храмі Афіни. Арефорії мали характер містерій.